# Georg Wollner

Georg Wollner

Adam Georg Wollner (* 15. Dezember 1903 in Asch, Österreich-Ungarn; † 24. Juli 1948 in Marburg an der Lahn) war ein sudetendeutscher Politiker (NSDAP). 

## Leben
Er war der Sohn des aus Roßbach stammenden Färbergesellen Johann Christian Wollner und der Margaretha, Tochter des Kutschers Adam Fedra und wurde am 27. Dezember 1903 in Asch evangelisch getauft. Wollner besuchte von 1910 bis 1918 die Volks- und die Bürgerschule in Asch. Danach machte er bis 1921 eine Schlosserlehre und arbeitete im Anschluss, aufgrund der ärmlichen Verhältnisse, in Deutschland. Im Jahr 1924 kehrte er wieder nach Hause zurück und machte sich als Schlosser selbstständig. Ab 1925 arbeitete er wieder als Angestellter in einer großen Textilfabrik, wo er bis Juni 1934 als Schlosser und Maschinist tätig war. Er war Mitglied des Turnvereins von Asch. Von 1932 bis Oktober 1933 war er Mitglied der DNSAP und im November 1933 trat er der Sudetendeutschen Heimatfront (SHF) bei. Im Juni 1934 wurde er in den hauptamtlichen Dienst der SHF übernommen.
Wollner wurde darauf Bezirksleiter und von 1935 bis 1938 Kreisleiter der mittlerweile in Sudetendeutsche Partei (SdP) umbenannten Partei in Eger. Für die SdP wurde er 1935 Mitglied des Tschechischen Abgeordnetenhauses und gehörte diesem bis 1938 an. Im Mai 1938 flüchtete er nach Deutschland. Im November 1938 wurde er mit dem Aufbau der NSDAP im Landkreis Karlsbad beauftragt und zum kommissarischen Kreisleiter ernannt. Er vertrat vom Dezember 1938 bis zum Ende des Nationalsozialismus das Sudetenland im nationalsozialistischen Reichstag. Am 30. Januar 1939 trat er im Rang eines SS-Hauptsturmführers der SS bei (SS-Nummer 314.913) und von 1939 bis 1941 war er Gauinspekteur der Gauleitung des Sudetenlandes. Im Februar 1939 stellte er einen Antrag auf Aufnahme in die NSDAP, der daraufhin bewilligt wurde. Datiert wurde sein Eintritt in die Partei auf den 1. November 1938. Von Mai bis Juni 1940 war Wollner für kurze Zeit an der Westfront im Kriegseinsatz. Im April 1941 wurde er Kreisleiter der NSDAP in Pilsen und blieb dies bis Kriegsende. Im Januar 1942 war er nochmal für kurze Zeit an der Ostfront im Einsatz. Von 1943 bis 1945 war er noch bei der Gauleitung des Gaues Sudetenland beschäftigt.
Sein Sohn Rudolf Wollner (1923–2002) machte Karriere als deutscher Vertriebenenfunktionär. 